# أندرو جاكسون تورنر
أندرو جاكسون تورنر (بالإنجليزية: Andrew Jackson Turner) هو مُحرِّر وسياسي أمريكي، ولد في 24 سبتمبر 1832 في الولايات المتحدة، وتوفي في 10 يونيو 1905 في بورتاغ في الولايات المتحدة. حزبياً، نشط في الحزب الجمهوري. وقد انتخب عضو جمعية ولاية ويسكونسن.